# 塞林码头

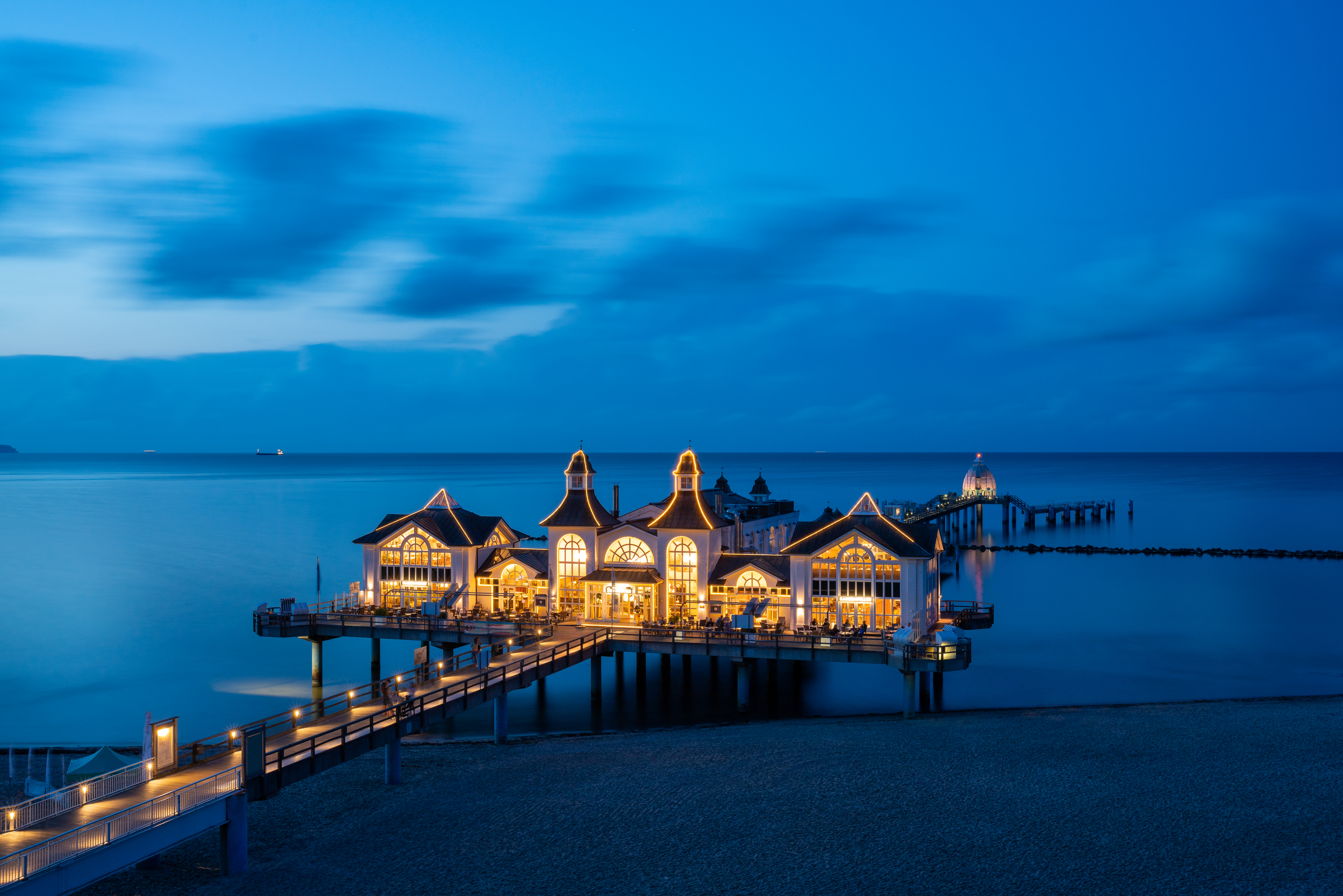
塞林码头

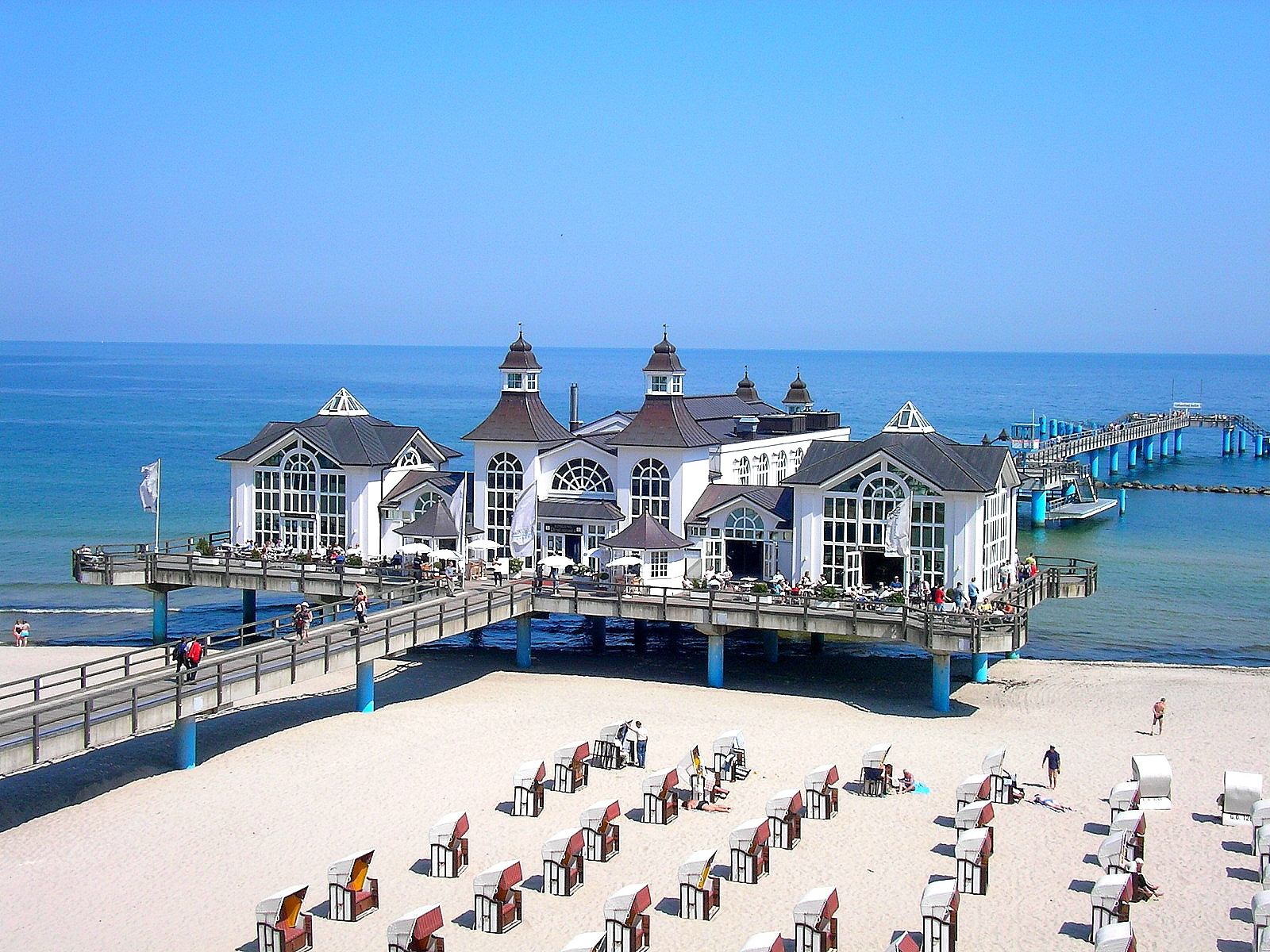
塞林码头

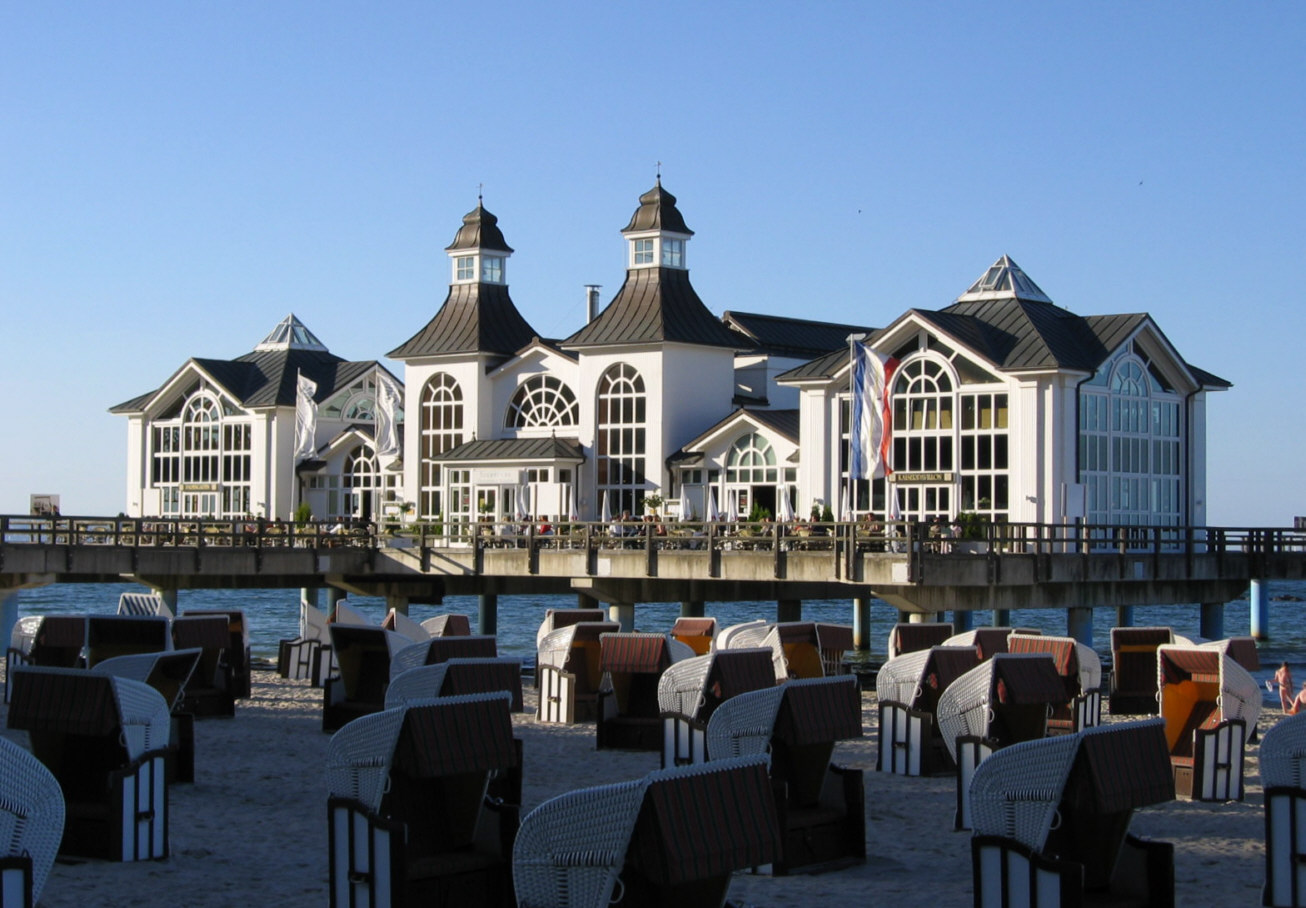
塞林码头

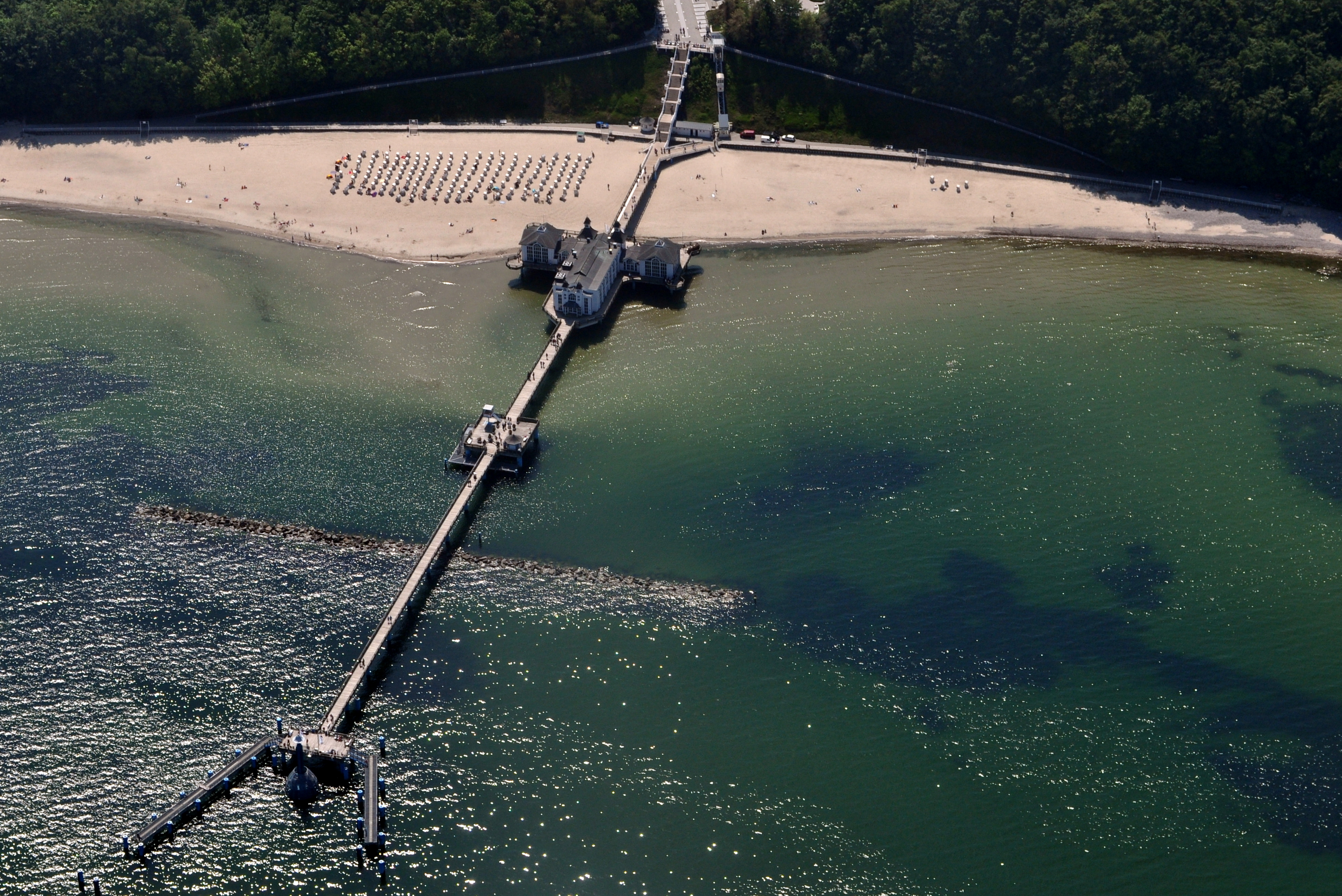
塞林码头 (2011)

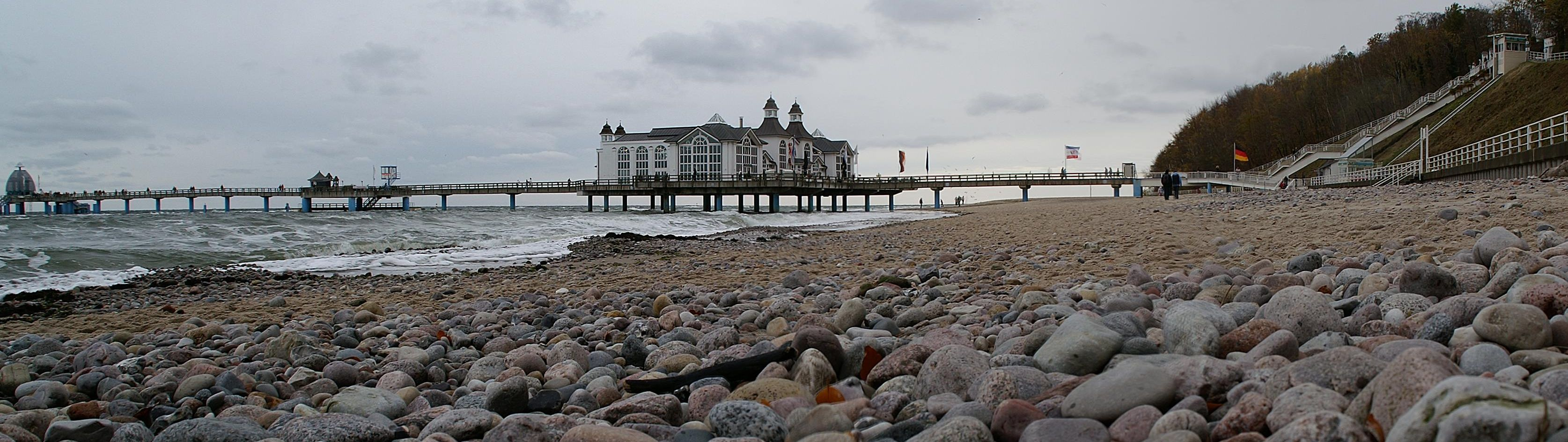
全景

塞林码头（德語：Seebrücke Sellin）是德国吕根岛波罗的海海濱度假胜地塞林的一个码头。码头海滩附近有一家餐厅，并且還有一個潜水缆车（Tauchgondel）。

## 历史
第一个508米长的带餐厅的码头建于1906 年。1918年，用來停靠船隻的棧橋被浮冰损坏； 1920年棧橋桥头被大火烧毁。1924年，棧橋再次被冰破壞。 1925 年人們建造了一个新码头，馬頭上有一个音乐厅。这座棧橋在1941/1942年冬天因為冰雪天氣再次被毁。不過橋上建築暫時還能使用。20世纪50年代到70年代，橋上建築是一个舞厅所在地。1978年建築被拆除。
1991年，德國聯邦總統里夏德·馮·魏茨澤访问了塞林，人們決定重建橋上建築。 1992年8月27日，人們根据1906年和1925年的建筑物模型开始重建。  1997 年12月20日，塞林荣誉市民Hans Knospe为橋上建筑的竣工剪彩。新码头及其餐厅于1998年4月2日正式启用。它长394 米，是岛上最长的码头。
在2011年10月出現水灾后，餐厅关闭了一段时间。